# Harperia lateriflora
Harperia lateriflora är en gräsväxtart som beskrevs av William Vincent Fitzgerald. Harperia lateriflora ingår i släktet Harperia och familjen Restionaceae. Inga underarter finns listade i Catalogue of Life.